# قطارباز: ماجرای یک خط
قطارباز: ماجرای یک خط کتابی به نویسندگی احسان نوروزی است این کتاب جزو بهترین آثار این نویسنده است که در سال ۱۳۹۷ توسط  نشر چشمه به زبان فارسی منتشر شد. این کتاب در زمینه مستندنگاری است. به عنوان به عنوان کتاب شایسته تقدیر در سی و هفتمین دوره کتاب سال ایران  کتاب سال ایران  معرفی شد.. همچنین به عنوان اثر شایسته تقدیر بخش مستندنگاری دوازدهمین دوره از جایزه ادبی جلال آل‌احمد معرفی شد. پنجمین چاپ این اثر سال ۱۴۰۰ منتشر شده است.

## معرفی
«قطارباز» سفر ریلی به دل تاریخ ایران و رؤیای راه‌آهن است. در حالی که مشاهدات مسافر امروزی در کنار خاطرات و اسناد تاریخی گذشتگان دربارهٔ تأسیس راه‌آهن نشانده شده تا شاید تصویری ترسیم شود از مسیری که برای تحقق این رؤیا پیموده شده‌است. «قطارباز» کندوکاوی است در تحقق یک رؤیا.

قطارباز: ماجرای یک خط اثری در ژانر ناداستان دربارهٔ تاریخ راه‌آهن در ایران است. احسان نوروزی نیمه دهه نود خورشیدی سفری از ایستگاه راه‌آهن تهران را آغاز می‌کند. با به دست دادن سفرنامه‌ای در شبکهٔ راه‌آهن ایران به مرور و بررسی تاریخ راه‌آهن در ایران می‌پردازد.
فصل‌های کتاب
بخش‌های مختلف کتاب عبارتند از «سرآغاز»، «قطارباز»، «یک رؤیا»، «جنگ اول قطار اول»، «زاهدان- هندوستان»، «خرسواری قطارسواری»، «سوت»، «غبار مرگ»، «سیاه‌نمایی»، «تونل مارکو»، «زایش یک خط»، «اسیران»، «رؤیای آشفته»، «بازگشت به شروع»، «ایستگاه آخر»، «سپاس‌ها»، «منابع اصلی». نویسنده در ابتدای کتاب، تاریخچه کوتاهی از چگونگی ساخت و ساز قطارها و شبکه ریلی در جهان گفته و سپس با بیان خاطرات کودکی و علاقه‌مندی‌هایش، سفر خود را با قطار در ایران آغاز می‌کند.

## نقد و بررسی
کتاب قطارباز: ماجرای یک خط مورد توجه و نقد و بررسی برخی از رسانه‌ها قرار گرفته‌است.
خبرگزاری مهر در معرفی اثر نوشته‌است؛
نویسنده کتاب می‌گوید در خیلی از زبان‌ها و فرهنگ‌ها برای آدمی همچو من اسم مشخصی دارند. انگلیسی‌ها صدای‌شان می‌زنند قطاریاب. آمریکایی‌ها می‌گویند "train buff"، فرانسوی‌ها از پسوند پاتوس به معنی بیماری استفاده می‌کنند و این جماعت را مریض آهن می‌نامند. در زبان اردو به‌شان می‌گویند "ریل‌کی شیدایی" یا همان شیدای ریل. اما وقتی این‌جا از قصدم برای این سفر باخبر شدند، مودب‌ترین‌شان "خل‌مشنگ" خطابم کرد. به تعبیر احسان نوروزی، برای خود اهالی راه‌آهن از همه مردم سخت‌تر بوده که باور کنند کسی پیدا شده که این موضوع برایش جالب باشد.

همچنین در نقدی منتشر شده در روزنامه شرق عنوان شده‌است.
مسیری که نویسنده شرحش را می‌دهد، و در هر نقطه‌اش تاریخِ ریلی‌اش را به‌یاری متون می‌نویسد، کمابیش به این ترتیب است: از ایستگاه متروی تجریش تا راه‌آهن تهران با قطار زیرزمینی، از تهران به تبریز، نقطهٔ شروع اول راه‌آهن واقعی در ایران که به جلفا می‌رسید. سپس در جنوب، از زاهدان تا میرجاوه در جنوب شرق. دوباره بازگشت به شمال، از بندرترکمن تا ساری. ازنو در جنوب، از بندر امام‌خمینی تا اهواز. این چهار مسیر تطابقی روایی با تاریخ معاصر ایران هم دارند، از آغاز دولت مدرن در ایران تا جنگ ایران و عراق و نقش راه‌آهن جنوب غربی در آن. بعد مسیر اراک تا تهران و پل سفید در شمال، سپس از تهران تا زنجان، و سرآخر سیاحتی در ساختمان ایستگاه راه‌آهن تهران. این ایستگاه آخر ختم می‌شود به یادداشت‌هایی دربارهٔ سیاست معاصر راه‌آهن در ایران و شکافی که موج خصوصی‌سازی از اوایل دههٔ ۱۳۸۰ در کار در راه‌آهن انداخت.
در نقد منتشر شده در بی‌بی‌سی فارسی نیز عنوان شده‌است.
نویسنده در این کتاب - از نمونه‌های مثال‌زدنی Non-fiction به زبان فارسی - هم قصه عشق همیشگی خود به قطار را بازمی‌گوید، هم به‌طور کاملاً مستند تاریخ ورود قطار به ایران و روند تاریخی ساخت راه‌آهن در ایران دوره‌های گوناگون را روایت می‌کند و بر زوایه‌های تاریک و اغلب جذاب آن نور می‌اندازد و هم در لایه زیرین کتاب، تابلویی موجز از نحوه مواجهه بیمارگونه ایرانیان، از صدر تا ذیل، با مدرنیسم و مدرن‌سازی ترسیم می‌کند. نقطه‌قوت کتاب «قطارباز» نه فقط جنبه پژوهشی آن که حضور مستقیم و جذاب راوی اول‌شخص در قامت یک مسافر سفرنامه‌نویس است که حدود یک‌پنجم کتاب را شامل می‌شود.

## جوایز
- کتاب قطارباز: ماجرای یک خط به عنوان برگزیده برگزیدگان سی و هفتمین دوره کتاب سال ایران انتخاب شد.[۴][۵]
- همچنین به عنوان اثر شایسته تقدیر بخش مستندنگاری دوازدهمین دوره از جایزه ادبی جلال آل‌احمد معرفی شد.[۶]